# Fusinus josei
Fusinus josei is een slakkensoort uit de familie van de Fasciolariidae. De wetenschappelijke naam van de soort is voor het eerst geldig gepubliceerd in 2000 door Hadorn & Rogers.